# Nagykároly
Nagykároly (románul: Carei, korábban Careii Mari, németül: Großkarol, jiddisül קרולי/ קראלע Krole, Kruli) megyei jogú város (municípium) Romániában, Szatmár megyében.

## Fekvése
Szatmárnémetitől 34 km-re nyugat-délnyugatra, 130 m tengerszint feletti magasságban fekszik. A legközelebbi magyarországi település a Szabolcs-Szatmár-Bereg vármegyei Vállaj (11 km-re), a legközelebbi magyarországi város pedig Csenger (20 km-re).

A természetes növénytakaróját jelentő mocsári erdőket a 18–19. században pusztították ki. Határának ma 73%-a szántó, 9%-a legelő és 3%-a rét. Talaja északon és keleten fekete öntéstalaj, nyugaton és délen csernozjom.

## Nevének eredete
Neve az ótörök eredetű ómagyar karuly (mai karvaly) köznévből származik, valószínűleg személynévi áttétellel. Középkori névalakjai: Karul (1320), Karol (1385), Nagy-Károly (1428). Előtagja a középkorban Szaniszló határában létezett Károlypusztától való megkülönböztetésére szolgált.

## Története

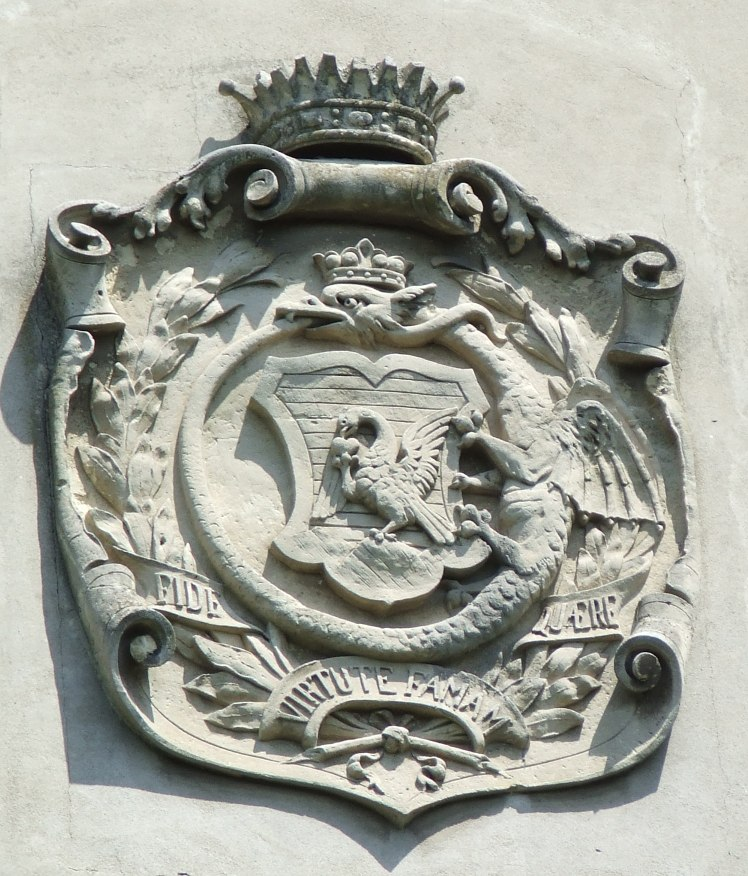
Címer a kastély falán

1264-ben már létezett és a Kaplon nemzetségbeli Károlyi család első birtokközpontja volt. Eredeti településmagja a mai kastély és a római katolikus templom között állhatott.
1346-ban a Károlyiaktól szombatonként hetivásár tartására kapott engedélyt, 1387-ben Zsigmond királytól ispánságot és pallosjogot kapott. Ennek dacára 1398-ban még mindössze három utcából állt. Az 1400-as években Károlyi Simon kezdte nagyobb településsé fejleszteni. 1418-ban királyi parancs rendelte el, hogy az ideköltözött jobbágyokat földesuraik nem követelhetik vissza. 1482-ben két országos vásár tartására nyert szabadalmat.
Károlyi Lancz László 1482-ben kezdte építeni várkastélyát. 1526-ban a várból indult el a Károlyiak bandériuma a mohácsi csatába.
Lakossága 1554-ben áttért a protestáns hitre. 1567-ben esperese aláírta a kálvini hitvallást. Református főtanodája működött. 1591-ben református zsinat székhelye volt, amely a Gergely-naptár bevezetése ellen tiltakozott.

Károlyi Mihály 1592-ben a török ellen a várat négy védőbástyával látta el, a vizesárkokat kiszélesítette, a megemelt védősáncot palánkokkal erősítette meg. A törökök egyszer ostromolták a várat, sikertelenül.
1598-ban még 276 adófizető család lakta, de a 17. században a császári katonaság többszöri pusztítása nyomán népessége megcsappant. 1615-ben II. Mátyás és Bethlen Gábor követei tanácskoztak a várban a Szatmár vidéki ellenségeskedések megszüntetéséről. 1622-ben ugyancsak a várban kezdte meg II. Ferdinánd és Bethlen Gábor a nikolsburgi béke tárgyalását.
Miután a Károlyiak a katolikus hitre tértek, hosszú pereskedések kezdődtek közöttük és a város református többségű iparos és nemes lakossága között. 1649-ben jezsuiták telepedtek le a városban.
1703-ban az erdélyi hadjáratából visszatérő II. Rákóczi Ferencet Barkóczi Krisztina feltartóztatta, és csak férje, az időközben a kurucok oldalára állt Károlyi Sándor parancsára nyitották meg előtte a vár kapuit. Rákóczi ezután 28 napig tartózkodott a várban, amely a továbbiakban a kurucok egyik központja lett. 1711-ben Károlyi Sándor és Pálffy János itt kezdték meg a tárgyalásokat a szatmári békéről.
A béke után Károlyi megkezdte a település újranépesítését. Már 1712-ben megpróbálkozott 124 württembergi sváb család letelepítésével, de ők öt év alatt szétszóródtak. 1714-ben a Bobáld faluból 1672-ben odaköltözött románoknak a mai Hajdúvárosban családonként 27 hold földet és hajdúszabadságot adott. 1720 körül evangélikus szlovákok és görögkatolikus ruszinok települtek be. 1741-ben 49 román és 43 ruszin család lakta. 1720-tól költöztek be Galíciából zsidók is, akiknek már Károlyi Sándor alatt saját bírójuk volt, 1741-ben pedig Károlyi ötven telket adományozott nekik a későbbi Zsidóköz helyén.
1743-tól Károlyi Ferenc családonként 30-40 holdas birtokkal és kedvezményekkel csábította a sváb telepeseket. 1744-ben még csak hét sváb mesterember lakta. 1745 és 1747 között 31 württembergi és 31 környékbeli sváb gazda, 1748 és 1752 között 91 németországi és 38 Szatmár vármegyei sváb gazda költözött be. 1762-ben már 132 sváb családfőt számlált. 1774-ig újabb 17 sváb jobbágy és 49 zsellér érkezett Németországból, 31 jobbágy és 19 zsellér pedig a környékről.
Először 1717-ben a csizmadiák, szabók és szűcsök céhe alakult meg, majd 1735-ben a tímárcéh. 1765-ben gyógyszertárat alapítottak. 1784-ben a városban 370 kézműves 54 különféle iparágat gyakorolt, a leghíresebbek a gubacsapók és a tímárok voltak. A céhek nemzetiségi alapon különültek el: főként kisnemesi származású magyarok voltak a csizmadiák, tímárok, gubások és szabók, svábok a kovácsok, lakatosok és kerékgyártók, szlovákok a fazekasok és kelmefestők, zsidók a pékek, mészárosok, gyertyaöntők és szappanfőzők. 1774-ben 372 egésztelkes gazda (közülük 231 sváb), 18 örökös jobbágy, 347 zsellér (közülük 121 sváb) és 148 inquilinus lakta.

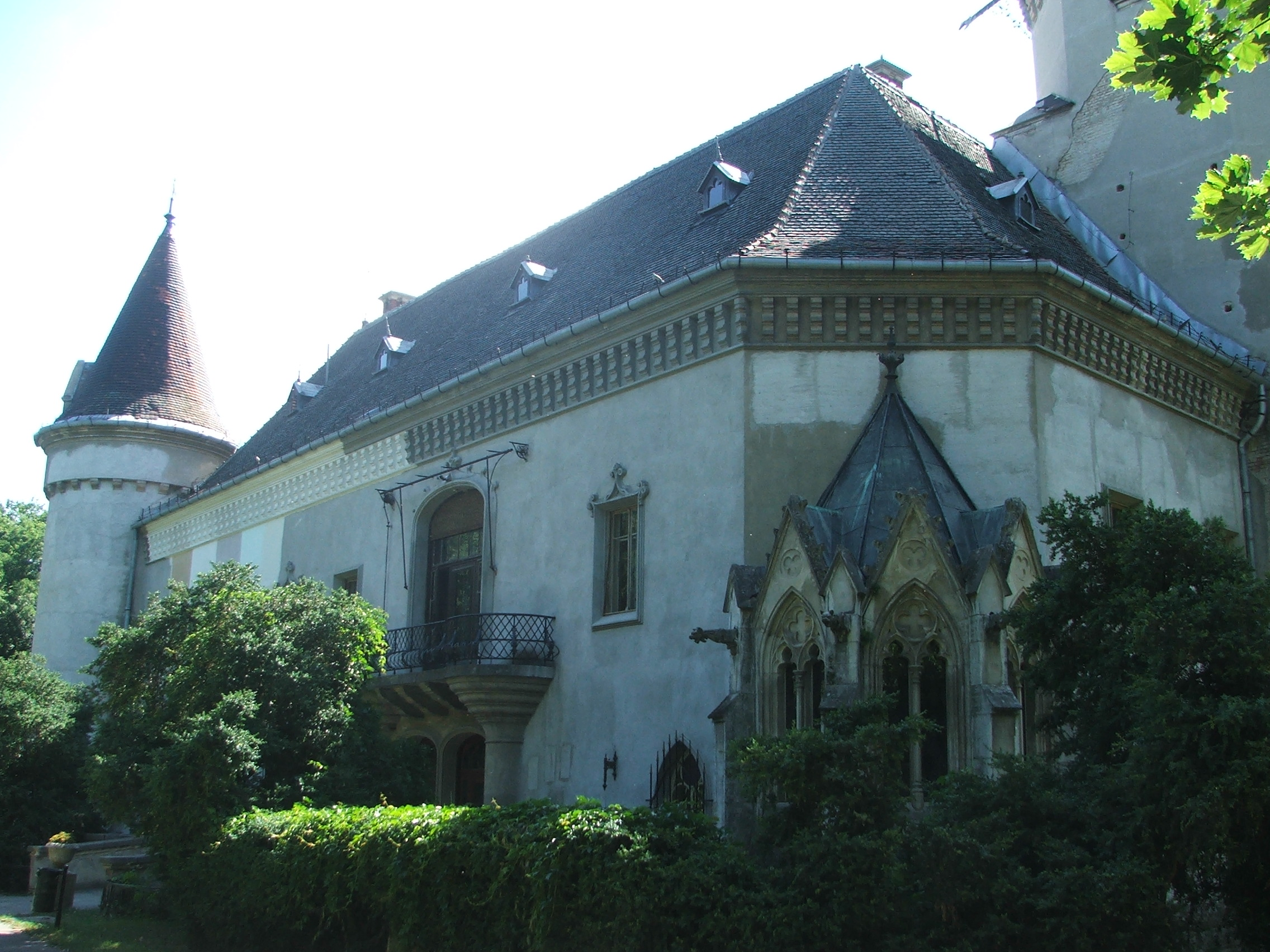
A Károlyi-kastély

1725-ben a piaristák gimnáziumot alapítottak; neves rektorai között: Keszthelyi László, valamint boldogfai Farkas Lajos, aki 1796 és 1799 között töltötte be ezt a tisztséget. 1754-ben a Károlyiak védnökségével Szatmárnémeti Pap István nyomdát állított föl Nagykárolyban. 1838-ban Gőnyei Gábor sajtója alól került ki az első román nyelvű nyomtatvány Szatmár vármegyében, Constantin Alpini Ioan Lemenyhez intézett üdvözlő versezete.
1780-tól Szatmár vármegye székhelye. 1828-ban 11 ezer lakosa volt, közülük 1800 zsidó. 1834-ben földrengés sújtotta. 1836-ban kaszinó, 1840-ben aggmenház, 1845-ben kórház létesült. A 19. század közepén évi hét országos vásárt rendezett. A sváb, ruszin, román és szlovák lakosság a 19. század folyamán nyelvében elmagyarosodott.
1858-ban alapították a dohánybeváltót és a dohányfermentáló üzemet ("fábrika"), amely egészen a 20. századig a város egyik fontos üzeme maradt. 1871-ben rendezett tanácsú város címet nyert, ugyanezen évben elkészült a Nagykárolyt Szatmárral és Debrecennel összekötő vasútvonal (1887-ben ehhez csatlakozott a Nagykároly–Sarmaság–Zilah, majd 1905-ben a Nagykároly–Mátészalka vasútvonal). 1887. május 6-án a város nagy része leégett, ezután alakult ki a belváros mai, rendezett képe.
A híres piarista algimnázium mellett 1883-tól leányipariskola, 1893-tól polgári leány-, 1913-tól pedig polgári fiúiskola is működött. 1885-ben alapították a Nagykároly és Vidéke című politikai hetilapot, 1886-ban a városi ipartestületet, 1900-ban a Kölcsey Múzeumot, 1901-ben a város állandó színtársulatát (1908-tól önálló épülettel), 1905-ben a papírgyárat. 1904-ben vezették be a villanyvilágítást.
A zsidóság 1869-ben a status quo ante irányzathoz csatlakozott, de közülük 1881-ben kivált egy ortodox hitközség, amely 1883-tól egy később híressé vált jesivát is üzemeltetett. 1925-ben az ortodox hitközségből is kivált egy haszid csoport. 1934-től két híres jesivája is működött.

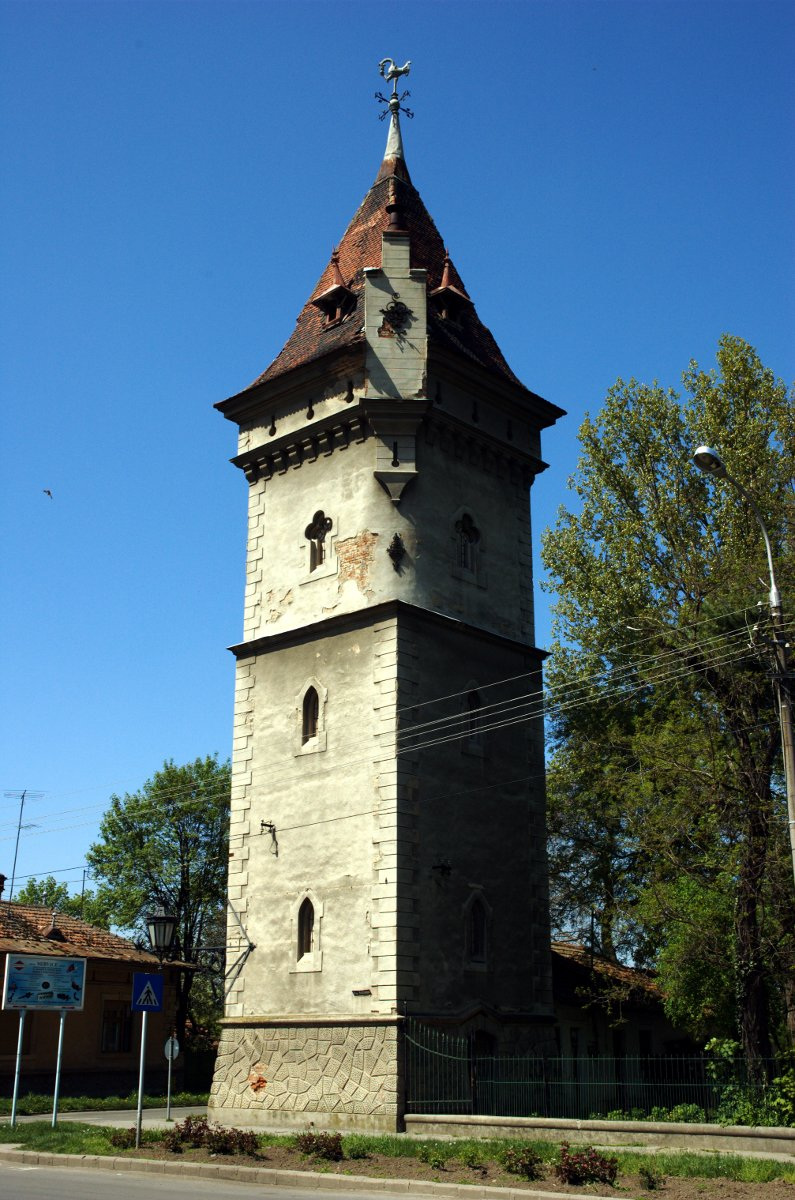
Víztorony

A román hadsereg 1919. április 18-án „vonult be”. 1923-ban megszüntették a piarista gimnáziumot, helyette felállították a román–magyar, majd román–német tannyelvű Vasile Lucaciu Líceumot, a polgári leányiskolát román tannyelvű algimnáziummá alakították, a polgári fiúiskolát pedig megszüntették, helyette inasiskolát hoztak létre. 1930-ban román tanítóképző is létesült. A két világháború között a szatmári svábok „visszanémetesítése” céljából itt működött a Gau-Amt elnevezésű német propagandaegylet. 1926-ban elveszítette megyeszékhelyi rangját és Szilágy megyéhez csatolták (1968-ban került vissza Szatmár megyébe).
A két világháború között új ipari üzemek alakultak. Így 1928-ban a Rekord gombgyár, amely 1960-ig működött. 1933-ban hozták létre az Ardealul olaj-, szappan- és vegyigyárat, amely a kommunista hatalom alatt is az egyik legfontosabb üzeme maradt. 1960-tól fő termékei az étolaj, az ipari olaj és az olajpogácsa voltak. A második világháború előtt ezeken az üzemeken, a papírgyáron és a dohányfermentálón kívül még három téglagyára, három malma és egy vajgyára is működött.
1936-ban a helyi Törekvés sportegyesület futója, Nemes Ferenc egyedüli atlétaként képviselte Romániát a berlini olimpián.
1944. október 25-én vonult be a román és a szovjet hadsereg. A háború után még hat évig határzár alatt állt. 1948-ban egy mindössze néhány évig működő magyar tanítóképzőt, 1952-ben pedig egy magyar líceumot alapítottak, amelyet 1959-ben összevontak a román líceummal.
A kommunista hatalom évtizedei alatt több új lakótelepet, összesen mintegy ötezer lakótelepi lakást építettek föl. Legfontosabb új ipari üzemei az Unio gépgyár (1977, kazánok, vasöntvények) és a Kraszna bútorgyár (1972) voltak, de létesült kekszgyár (1971), fonoda (1971), kender- és lenfeldolgozó (1972), konzervgyár (1977), tejporgyár (1977) és cukorgyár (1986) is. Az 1981-ben alapított juhtenyésztési kutatóközpontban Romániában egyedül foglalkoztak az erdélyi merinó juhfajta nemesítésével.
1995-ben kapott municípiumi rangot.

## Lakossága
1911-ben 16 078 lakosából 15 772 volt magyar és 216 román anyanyelvű, 5932 római katolikus, 3893 görögkatolikus, 3500 református, 2491 zsidó és 230 evangélikus vallású.
2002-ben 23 182 lakosából 12 596 magyar (55,29%), 9 634 román, 524 német és 385 cigány nemzetiségű, 8235 római katolikus, 8057 ortodox, 4809 református és 1688 görögkatolikus vallású.
A városon belül a magyarok aránya a régi városközpontban a legmagasabb, a Mihai Viteazul lakótelepen a legalacsonyabb, a többi városrészben viszonylag egyenletes.
2011-ben Szentjánosmajorral együtt 20 181 lakosából 12 119 (60,1%) magyar, 7916 román (39,2%), 73 német és 21 cigány anyanyelvű. Nemzetiség szerint: 11 054 magyar, 8098 román, 476 német és 473 cigány.

## Oktatás
Nagykároly a vidék oktatási központjának tekinthető. 6 tanintézmény várja a diákokat. A magyar anyanyelvű tanulók 70%-a végzi tanulmányait anyanyelvén. A 2020/21-es tanévben az előkészítő osztályba beíratott 205 kisdiákból 105 magyarul kezdte tanulmányait, ami enyhe emelkedés az elmúlt évek átlagához képest.
| Iskola Neve            | Iskola típusa | Tanulók száma | Magyar nyelvű osztályok | Román nyelvű osztályok | Német nyelvű osztályok |
| ---------------------- | ------------- | ------------- | ----------------------- | ---------------------- | ---------------------- |
| Kalazanci Szent József | 0–12 osztály  | 457           | 457                     |                        |                        |
| 1-es számú Iskola      | 0–8 osztály   | 380           | 137                     | 167                    | 76                     |
| Elméleti Líceum        | 0–12 osztály  | 1540          | 610                     | 880                    | 50                     |
| Vasile Lucaciu         | 0–8 osztály   | 413           | 180                     | 233                    |                        |
| Iuliu Maniu            | 9–12 osztály  | 560           | 64                      | 496                    |                        |
| Simion Bărnuțiu        | 9–12 osztály  | 749           | 245                     | 504                    |                        |
| Összesen               | 0–12 osztály  | 4099          | 1693                    | 2280                   | 126                    |

## Gazdasága
Legfontosabb ipari üzemei vegyiáru- és olajgyár, a gépgyár, a bútorgyár, a takarmánygyár, az üdítőitalgyár és a tejgyár. 2006-ban német tőkével autóalkatrész-üzem is létesült.

## Közlekedés
A települést érinti a Nagyvárad–Székelyhíd–Érmihályfalva–Nagykároly–Szatmárnémeti–Halmi–Királyháza-vasútvonal.
Magyarország felől a Mátészalka-Vállaj mellékúton elérhető, a Vállaj-Csanálos közötti határátkelőnél átlépve a határt. De Nyírábrány-Érmihályfalva irányából is könnyen elérhető. Szatmárnémetivel is összeköti út.

## Látnivalók

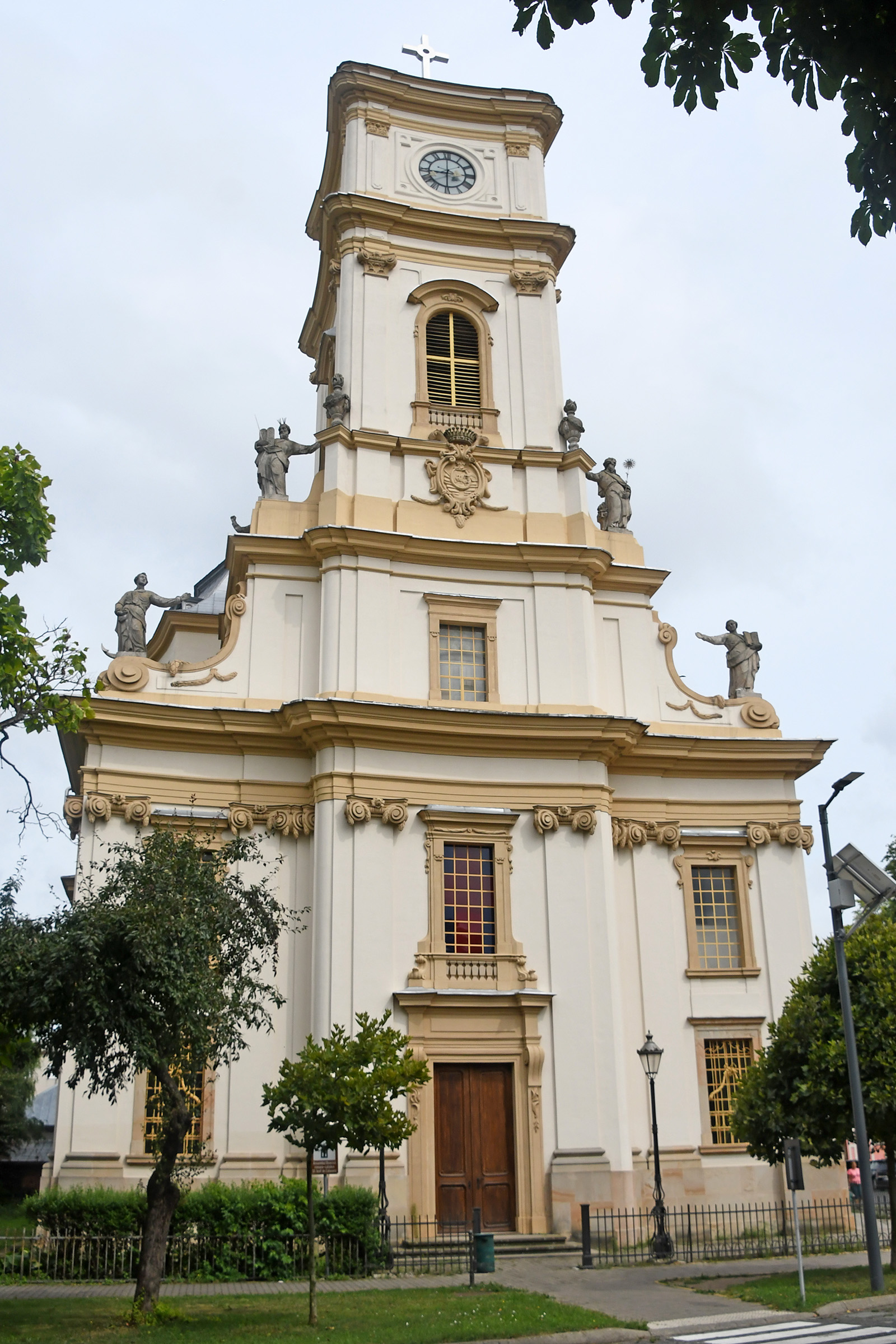
Római katolikus (volt piarista) templom

- A Károlyi-kastély a 15–16. századi vár helyén, Joseph Bitthauser tervei alapján 1794-ben, késő barokk stílusban épült. 1847-ben Ybl Miklós végzett benne átalakításokat, 1893–1896 között a szászországi Meinig Arthur tervei alapján, néhol neogótikus stílusú héttornyos, árokkal körülvett lovagvárrá építik át. Elrendezésében és térszervezésében a historizmus reprezentatív tereit követi, illetve továbbviszi a Loire völgyi kastélyok Andrássy Gyula által terjesztett divatját. A négyzetes belső udvar lefedésével létrejött a mai átrium, ami szintén a historizmus jellegzetességeként, kétszintes központi hallként jelenik meg. Ma városi múzeum, kiállítóterem, 80 ezer kötetes könyvtár és kultúrház működik benne. Középső bástyájának teteje kilátó. 12 hektáros parkja arborétum, mai formájában 1877-ben képezték ki. Legidősebb fája egy 1810-ben ültetett platán. Szélén 33 m magas, 1888-ban épült romantikus stílusú víztorony áll. A kastély egykori lovardájában a 80-as és 90-es években mozi működött, majd diszkónak használták, végül a 90-es évek végén összedőlt. Egy részét azóta felújították és ma is lovakat tenyésztenek itt. Gyerekeknek tartanak lovasoktatásokat, továbbá különböző rendezvényekre hintó bérelhető.
- A volt piarista templom eredetileg barokk–klasszicista stílusban, fogadalmi templomként 1769 és 1779 között épült, Franz Sebastian Rosenstingl bécsi építész tervei alapján. A templom a partiumi késő barokk egyházi építészet egyik jelentős példája. Károlyi Antal Kalazanci Szent József közbenjárásának tulajdonította első gyermeke születését. Fő- és hat mellékoltárának képeit 1778–1780-ban Johann Ignaz Cimbal festette. Berendezésének értékes darabja a szentélyben álló feszület és a klasszicista szószék, melynek koronáján a Szentlélek galambjának gipsz képe látható. Az 1834-es földrengésben tornya leomlott. 1857–60-ban Ybl Miklós tervei szerint restaurálták és összekötötték a rendház épületével. Nagykároly e művészettörténeti szempontból kimagasló kvalitású építészeti emlékkel való gazdagítását főként a Károlyi család mecenatúrájának és művészetpártolásának köszönhető. Ők fedezték az építkezés anyagi költségeit, és ők bízták meg a különböző építészeket, pallérokat, mestereket a munkák elvégzésével. Anyagi helyzetük illetve reprezentációs igényük miatt különös gondot fordítottak az építkezés minden részletére, végigkövetve, megszervezve az itt folyó munkálatokat. A Károlyi család mellett meghatározó szerepe volt a templom építéstörténetében a tervrajok készítőjének, Franz Sebastian Rosenstingl bécsi építésznek is. Károlyi Antal választása nem volt véletlenszerű, Rosenstingl korának elismert, jelentős életművet maga mögött tudó bécsi építész volt. Szakmai tudását, hozzáértését bizonyítják tervrajzai és a templomhoz készített különféle részletrajzai is.
- A volt piarista rendház 1727-ben épült. Az 1834-es földrengés után 1861 és 63 között, Ybl irányításával újraépítették, 1889-ben pedig emeletet építettek rá. Az épületben jelenleg leány gyermekotthont működtetnek a piarista nővérek.[7]
- A piarista gimnáziumi szárny 1846 és 1848 között épült. Tanára volt Acsády Ignác, Czirbusz Géza, Dugonics András és Révai Miklós, diákja Ady Endre, Simion Bărnuțiu, Gaal József, Jászi Oszkár, Ligeti Antal, Aurel Popp és Vasvári Pál. Előtte áll Simion Bărnuțiu mellszobra. Az épületben jelenleg a Kalazanci Szent József Római Katolikus Teológiai Iskolaközpont működik. Egykori parkjában épült föl a város első lakótelepe, a Republicii-negyed.

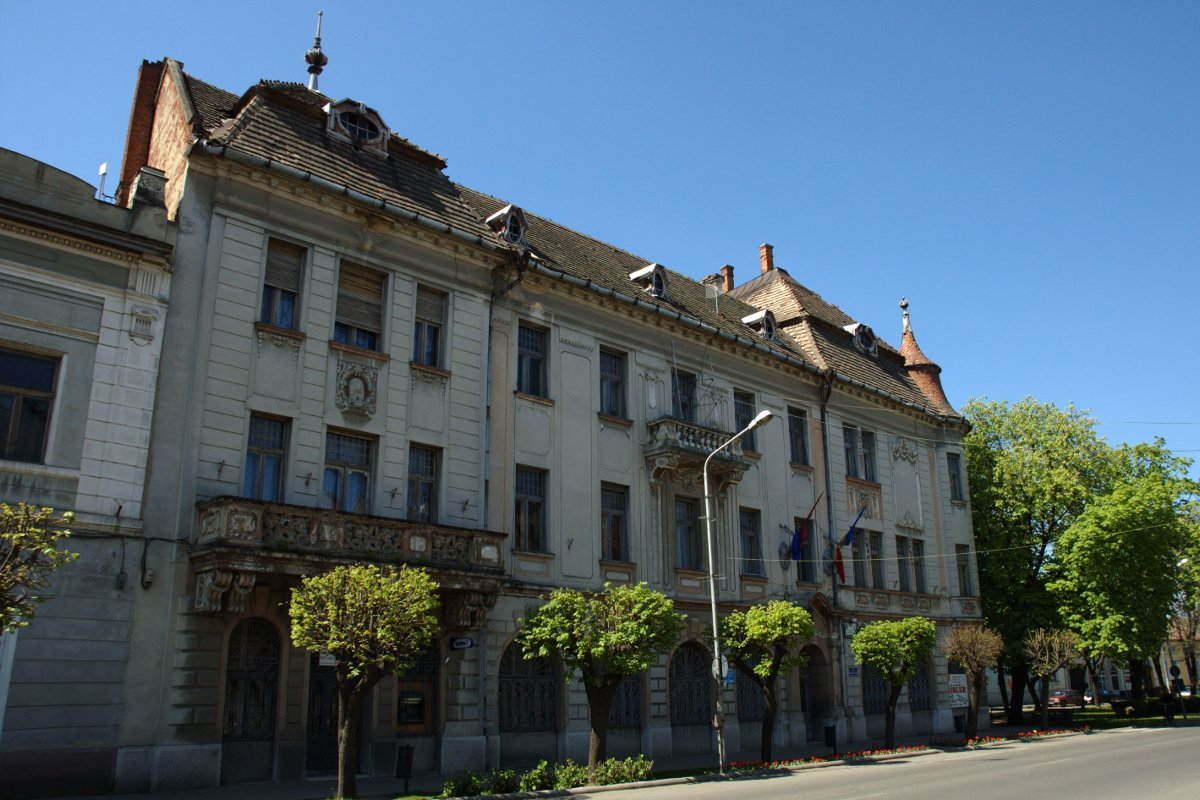
A régi városháza

- A református templom 1746 és 1752 között épült, 1792 és 1800 között átépítették. A templomkertben Károlyi Gáspár szobra.
- A görögkatolikus templom 1738-ban, egy korábbi fatemplom helyén a ruszin görögkatolikusok számára épült, Rácz Demeter, a Károlyiak jószágkormányzója költségén. Sajátos alaprajzának és homlokzatának modellje a máriapócsi kegytemplom lehetett. Az 1834-es földrengés a mellette álló volt román templommal együtt jelentősen megrongálta. Ikonosztázának festményei Hippo János munkái 1857-ből.[8]
- Az ortodox templom korábban a román görögkatolikusoké volt és 1752–1766-ban épült. Falfestményeit 1965-ben Vasile Pascu készítette, üvegablakait pedig 1980-ban helyezték be. Mellette az ortodox esperesség épülete (1887–1890).[9]
- A volt vármegyeháza eredetileg az 1830-as években épült. Hátsó szárnyában egykor görögkatolikus kolostor működött. 1905-ben szecessziós stílusban átépítették és kibővítették, majd 1926-ban ismét átépítették. Itt dolgozott vármegyei jegyzőként Kölcsey Ferenc. Ma a Iuliu Maniu Iskolacsoport működik benne.
- Az egykori Arany Szarvas fogadó eredetileg 1805-ben épült. 1846-ban ennek ablakából látta meg Petőfi a parkban sétálgató Szendrey Júliát. Az 1850-es években Ybl Miklós tervei szerint átépítették, majd a városháza működött benne. Később határőrlaktanya volt. Jelenleg a polgármesteri hivatalnak ad helyet.
- Az egykori Arany Csillag fogadó 1847-ben épült. Itt találkozott Petőfi Sándor 1848. szeptember 7-én a vármegye liberális ifjúságával. Ma az ipari iskolacsoport tanműhelyei működnek benne.

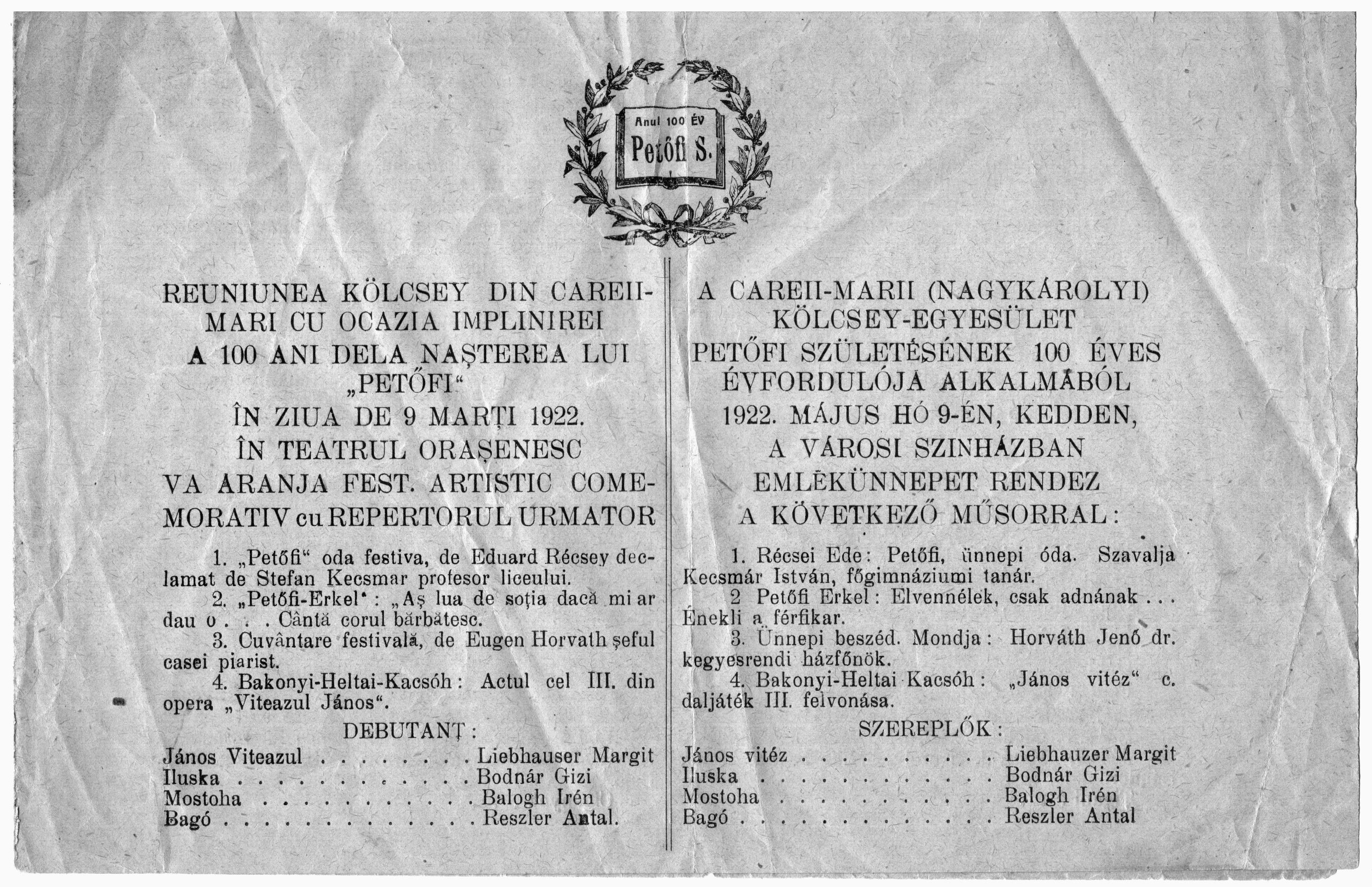
Meghívó a Városi Színházba - 1922.05.22

- Az evangélikus templom 1815 és 1823 között épült.
- A nagyzsinagóga 1890-ben készült el. Mellette az 1866-ban épült kiszsinagóga.
- A Térei utcai (Str. Oborului) zsidó temetőt 1744-ben kezdték használni, igen szép díszes sírkövek találhatóak benne. Az újabb Somos utcai (Str. Șoimului) temetőben is 1800-tól kelteződnek a sírok.[10]
- A volt zárda, leánypolgári és Melinda-árvaház épülete (1893, ma 1. sz. általános iskola) előtt áll Petrovits István 1994-ben készült Petőfi-szobra. Petőfi az itteni megyebálon ismerkedett meg 1846. szeptember 8-án Szendrey Júliával.
- A rendőrkapitányság épülete (1880–1885) egykor az Ecsedi Láp Lecsapoló Társaság székházának adott otthont.
- A városi színház 1907-ben épült, Kopeczek György terve alapján. 1953-ban átépítették.
- A Kaffka Margit utca 4. sz. házának udvarán Kaffka Margit szülőháza, rajta emléktábla.
- A jelenlegi városháza 1911-ben épült és 1940-ig bank működött benne.
- A Jellinech-gyógyszertár 1884-ből, a régi kórházépület 1845-ből való.

## Képgaléria

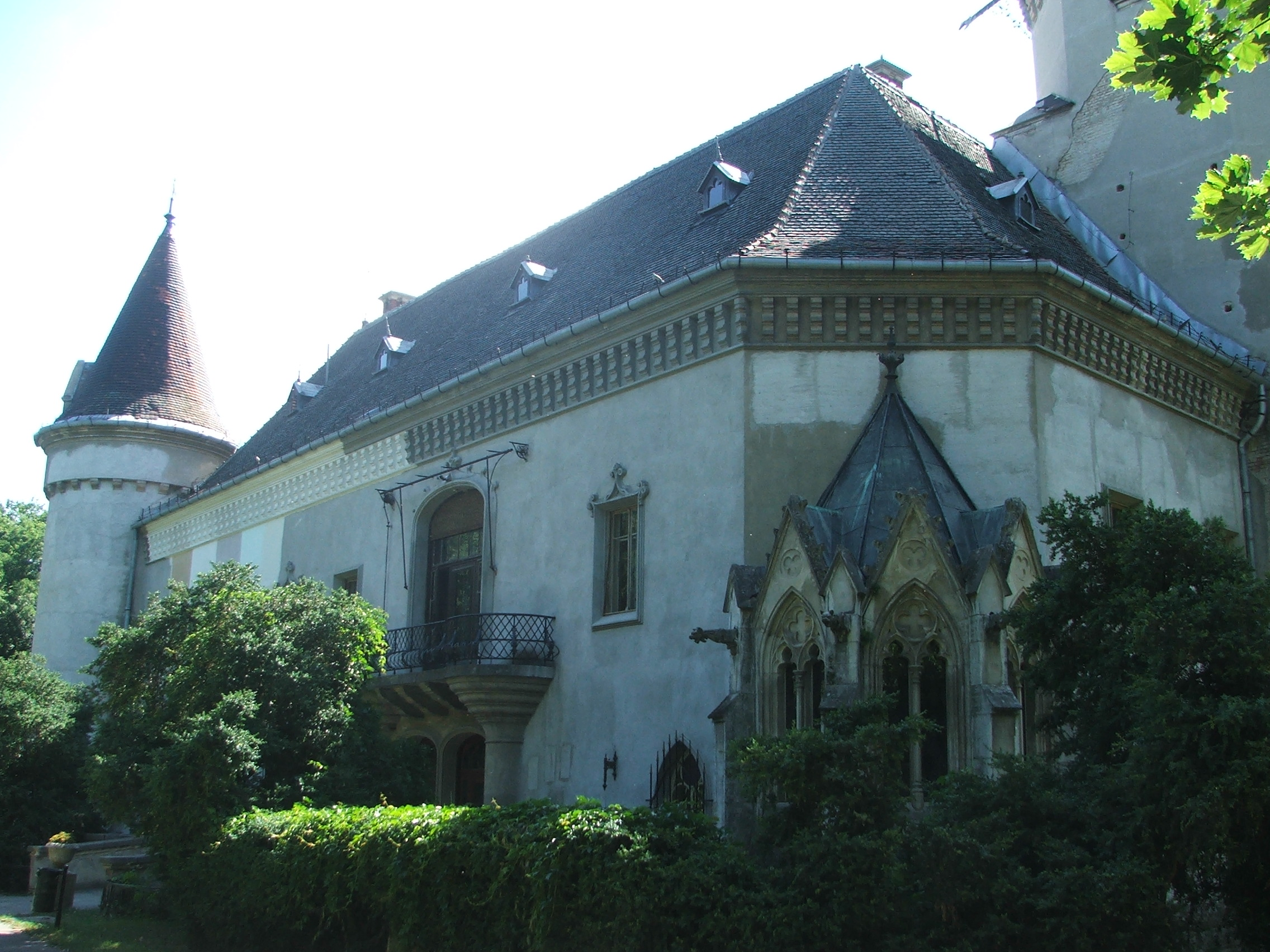
Károlyi-kastély
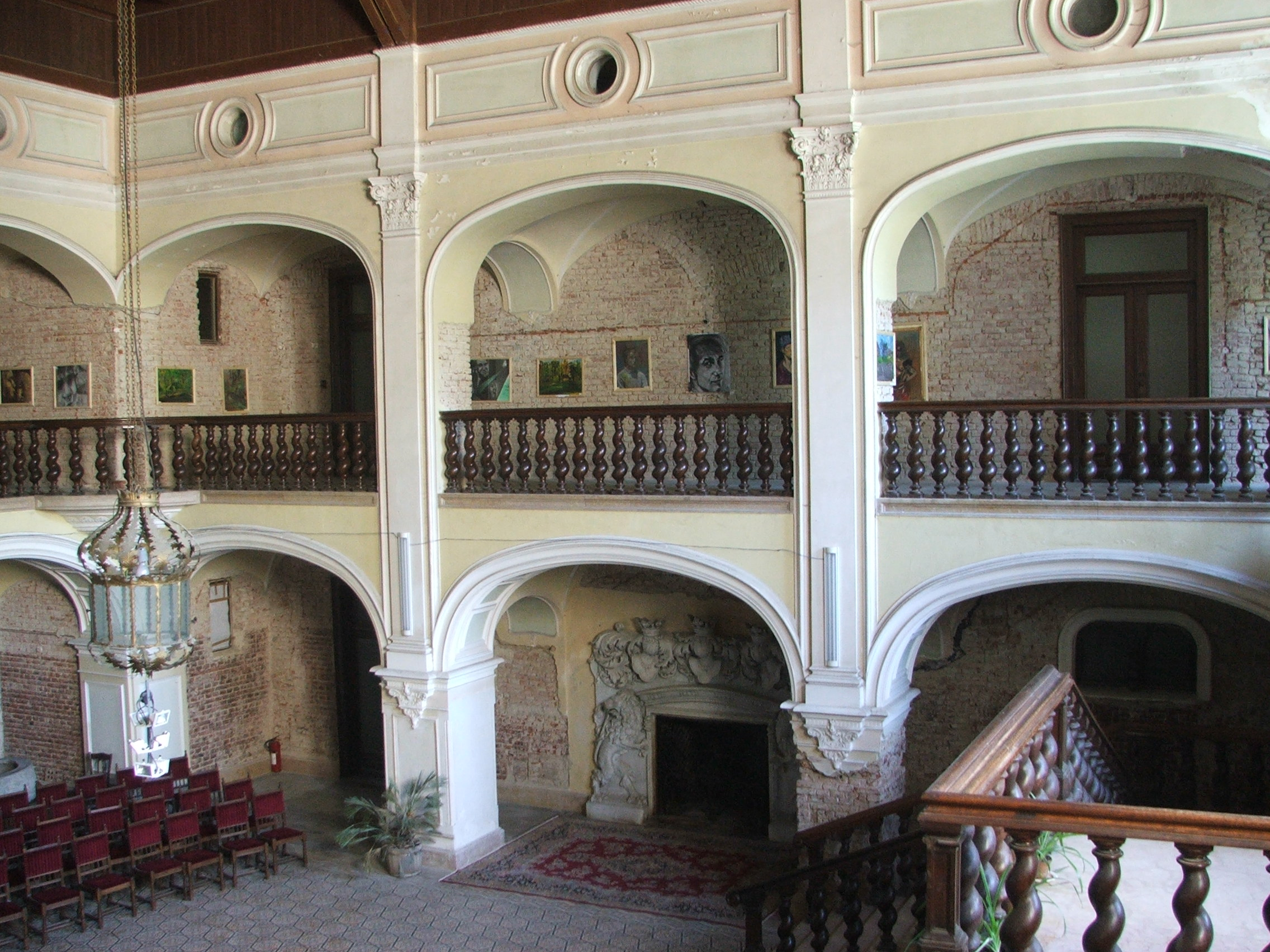
Károlyi-kastély, aula
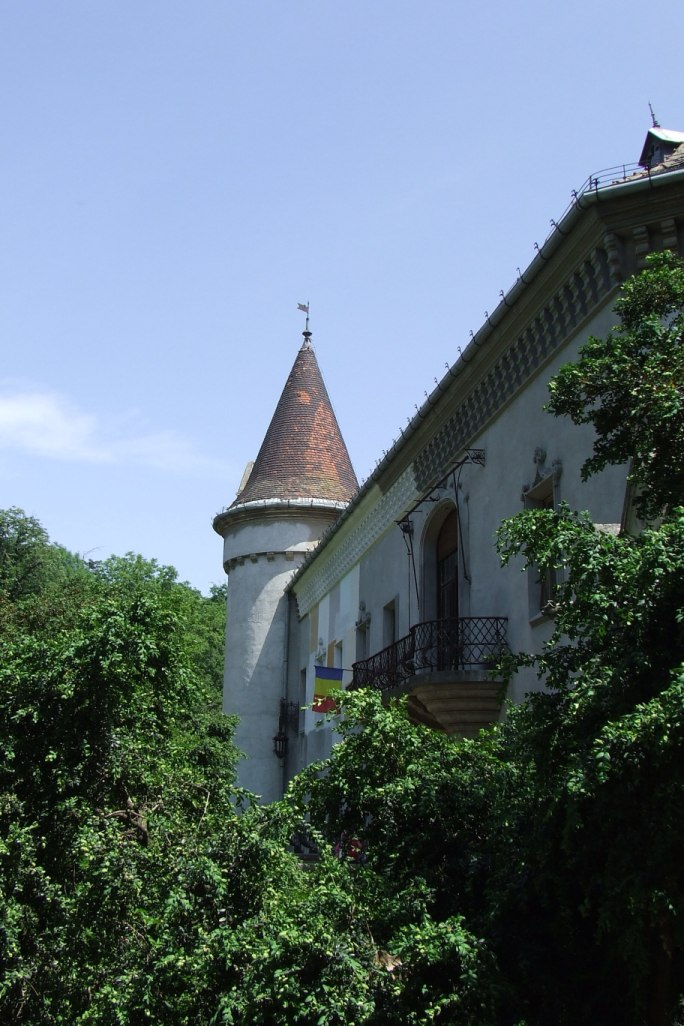
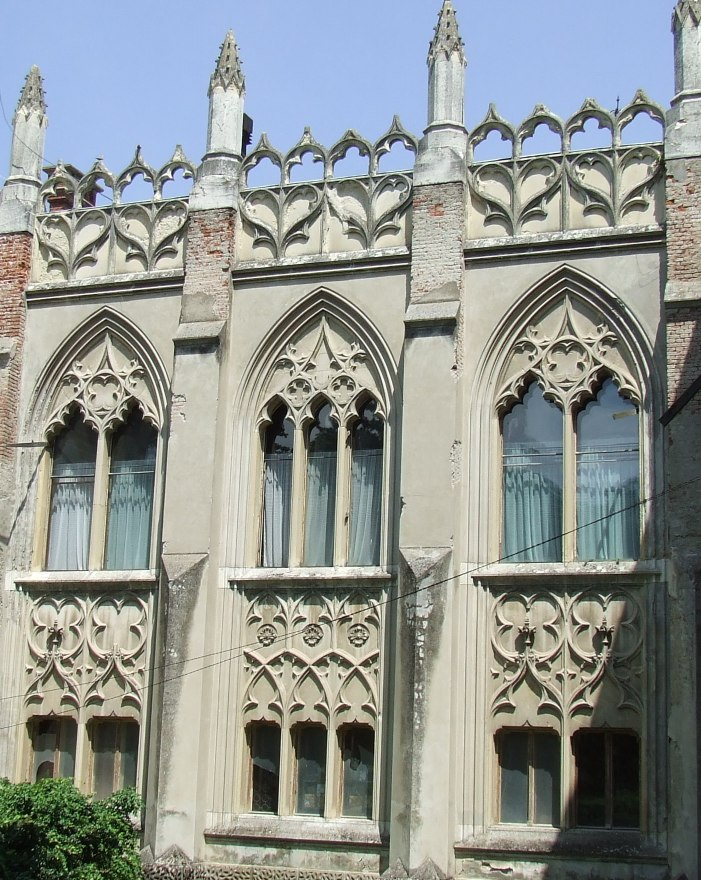

## Híres emberek

### Itt születtek

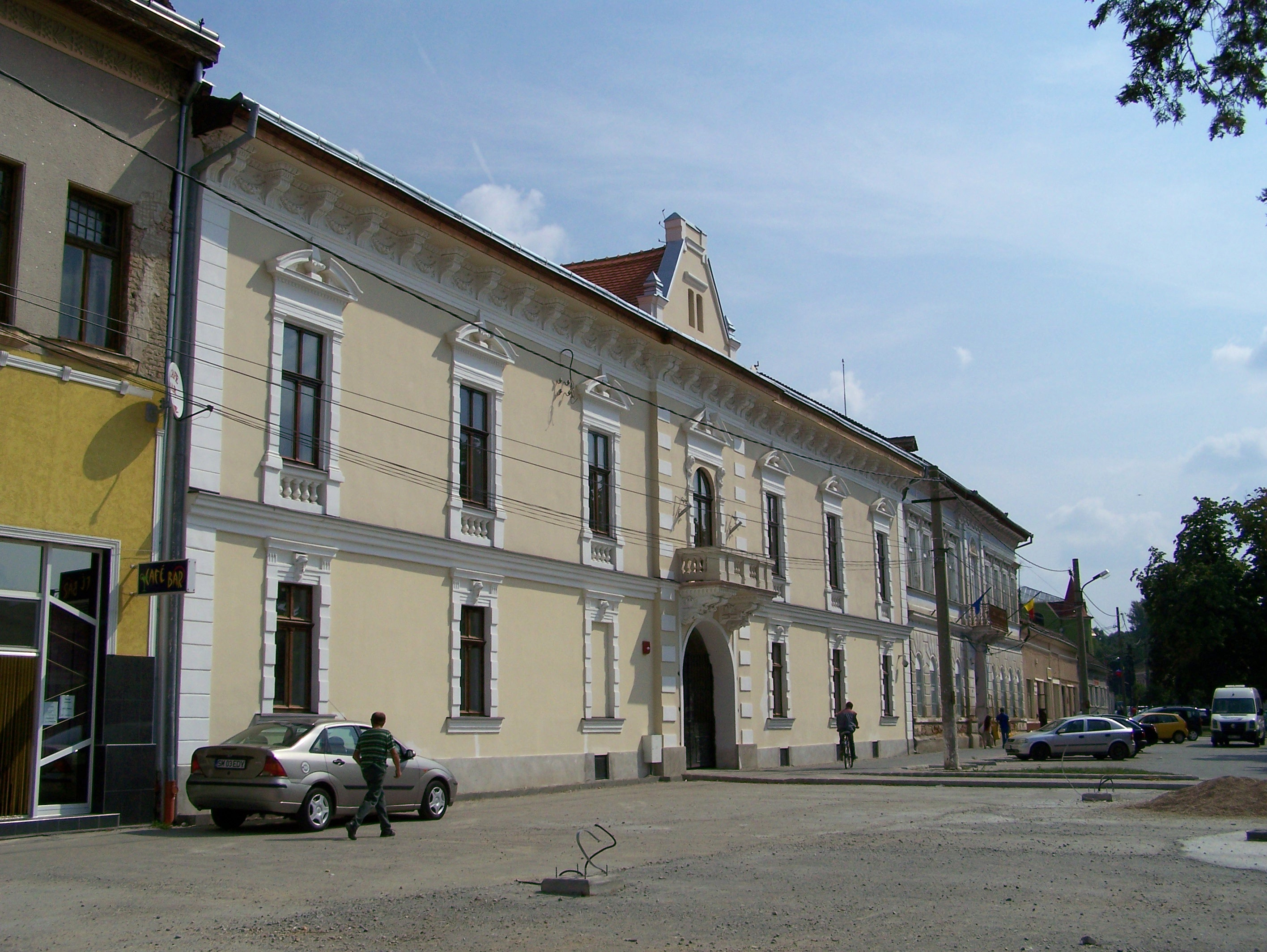
A volt Arany Szarvas fogadó

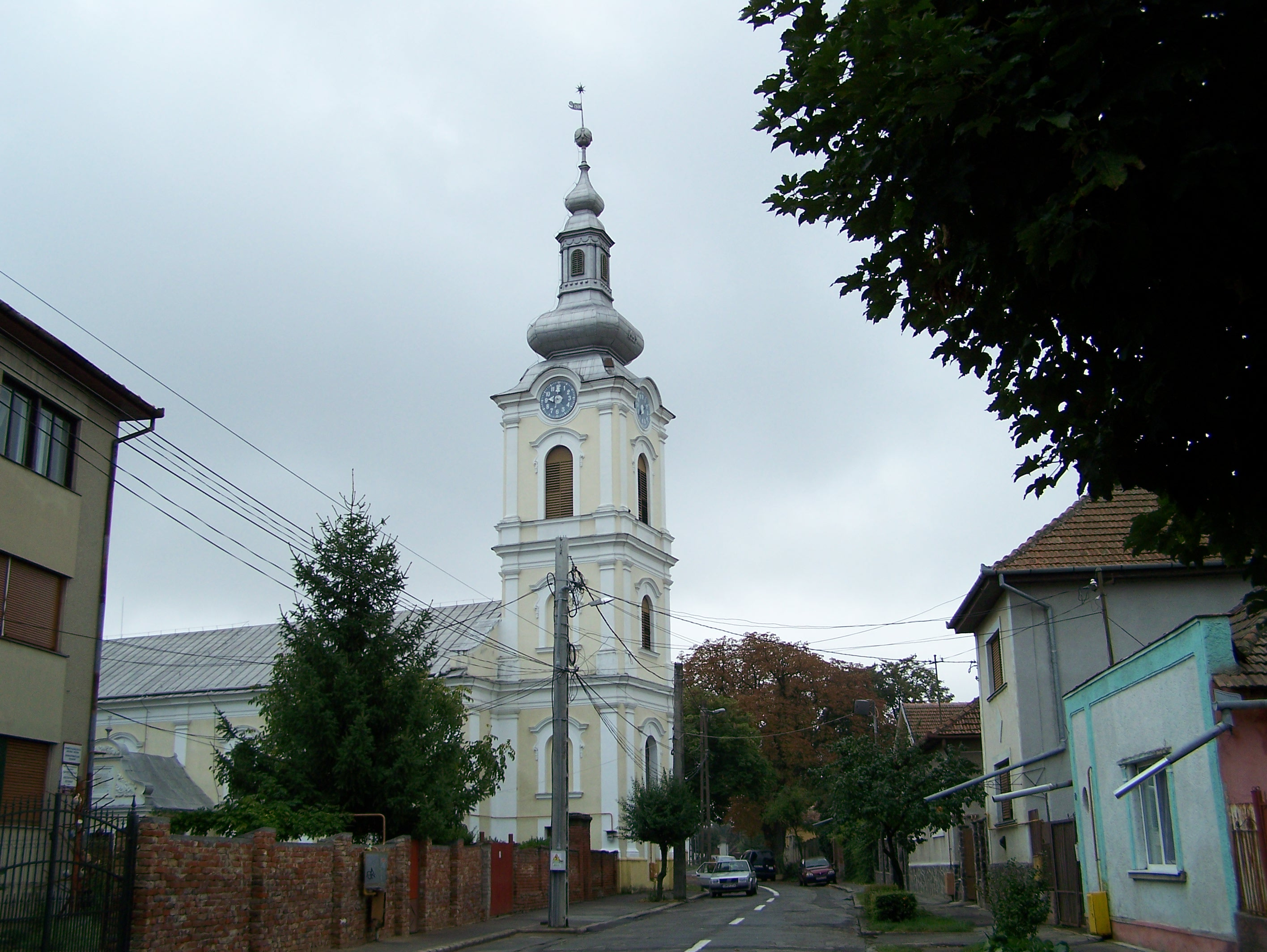
A református templom

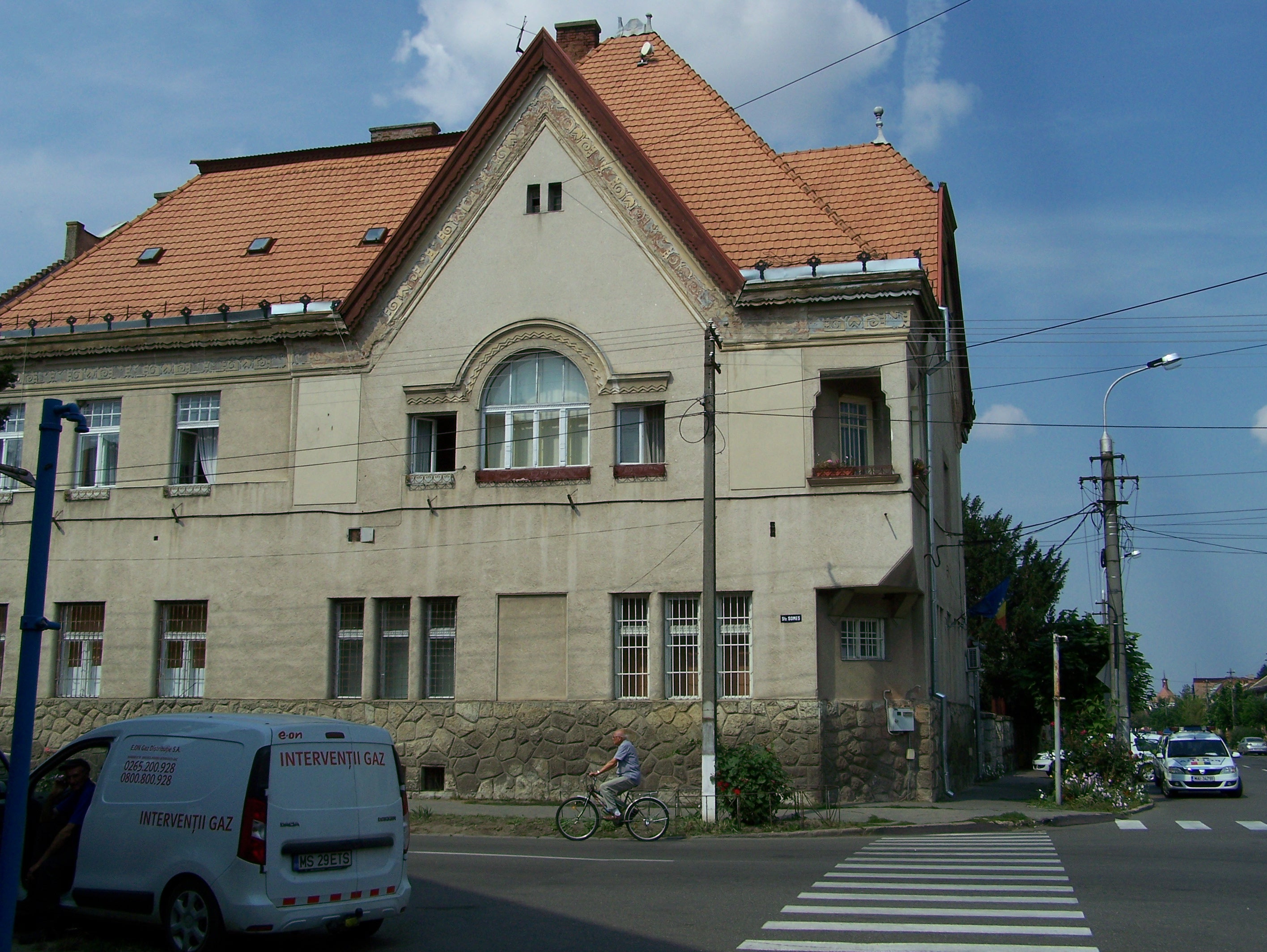
Az Ecsedi Láp Lecsapoló Társaság volt székháza

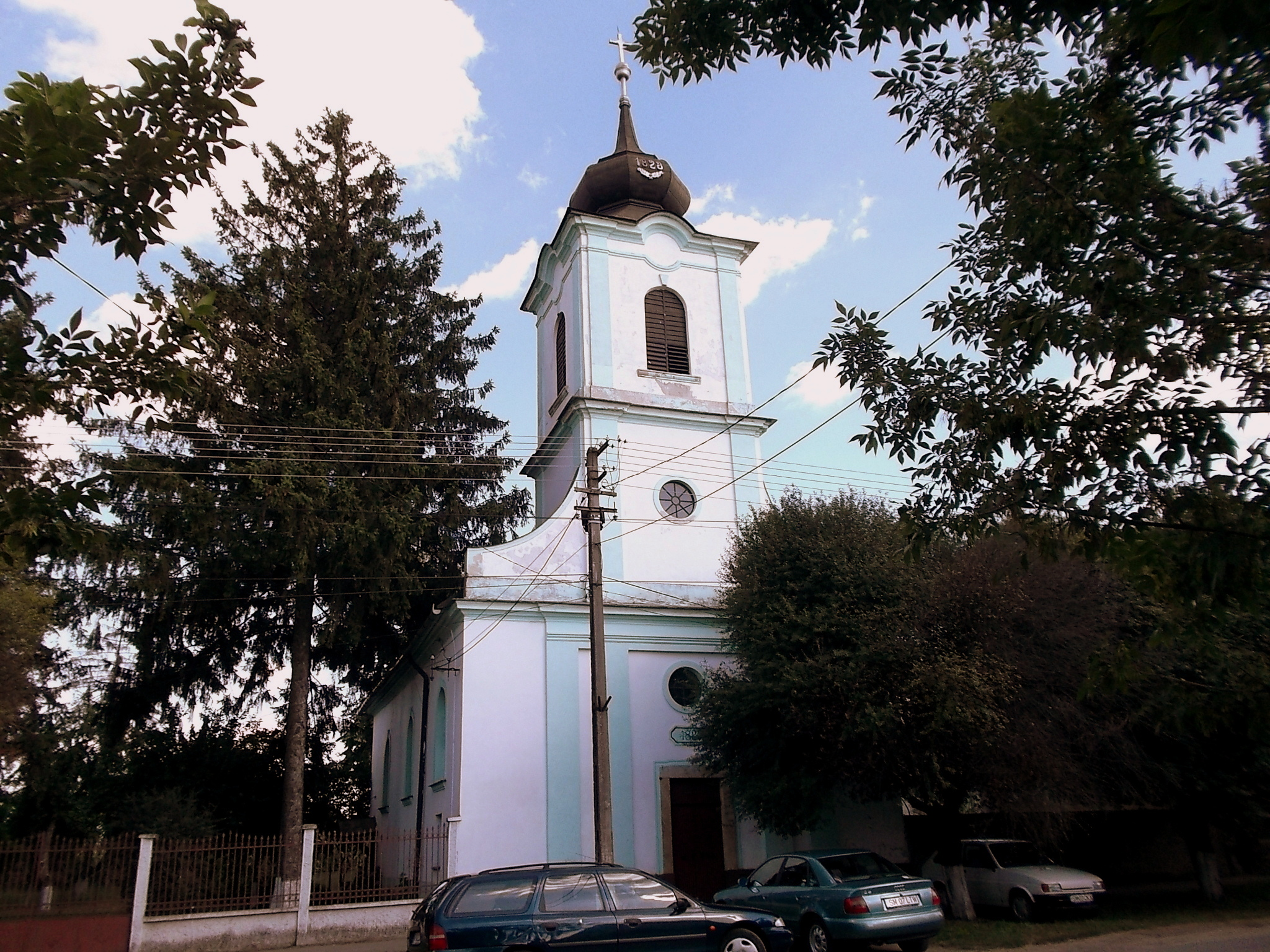
Evangélikus templom

- Károlyi Gáspár 1530 körül: az első teljes magyar nyelvű biblia fordítója
- Gr. nagykárolyi Károlyi Sándor kuruc generális, majd császári tábornagy 1669. július 2-án
- Ágoston János katolikus pap 1787. április 26-án
- Borsiczky Dénes jogász, pozsonyi akadémiai tanár 1806. október 5-én.
- Gaal József író 1811. december 12-én
- Ligeti Antal festőművész 1823. január 10-én
- Barna Zsigmond ügyvéd, fővárosi tanácsos 1832-ben
- Szentgyörgyi Jordán Károly katolikus egyházi író 1849. november 4-én
- Bársony János, 1860. július 31. – Budapest, 1926. február 28.): orvos, szülész és nőgyógyász, egyetemi tanár, Bársony István író öccse
- Bodnár Zsigmond irodalomtörténész 1839. február 9-én
- Kabos Ede író 1864. december 2-án
- Adorján Jenő hegedűművész, zeneszerző 1874. március 24-én
- Jászi Oszkár szociológus, történész, politikus 1875. március 2-án
- Kaffka Margit író, költő 1880. június 1-jén
- Jászi Alice, a magyar mozdulatművészet úttörője 1885. május 25-én
- Sopronyi Miklós (1887–1940) állomásfőnök a Nagykároly és Szatmárzsadány
- Jász Dezső író, dandárparancsnok, hadtörténész (1897. december 15-én)
- Hain Péter a magyar Állambiztonsági Rendőrség vezetője a második világháború idején (1895-ben)
- Kunder Antal magyar katonatiszt, miniszter a Sztójay-kormányban (1900-ban)
- Krémer Manci színésznő, primadonna, bábszínész 1907. szeptember 28-án
- Acsády Ignác történész, a Magyar Tudományos Akadémia levelező tagja 1845 szeptember 9-én
- Lestyán Sándor (Nagykároly, 1896. február 1. – Budapest, 1956. november 12.) író, újságíró
- Lőrincz Barnabás Tibor 1967. február 26-án, az Erdélyi Magyar Csillagászati Egyesület alapítója 2010-ben és elnöke 2010–2018 között
- Manyák József (1907) újságíró, lapszerkesztő
- Nádai István (1910–1995) színész, a Szatmárnémeti Északi Színház Harag György Társulatának örökös tagja
- Török Sándor (1911. február 8.) újságíró, költő, novellista
- Gáll Margit (1920. július 2.) ifjúsági író, műfordító
- Ruha István hegedűművész 1931. augusztus 17-én
- Elek Károly (1935. április 6.), a kolozsvári Állami Magyar Opera táncoskomikusa, énekkari művésze 1961-től 2001-ig
- Zsemlyei János (1936. február 15.) nyelvész, kutató, egyetemi tanár
- Itt született és hunyt el Silimon-Várday Zoltán (1940. március 1. – 2001. augusztus 30.) tanár, újságíró, szerkesztő, aki az újra indított Nagykároly és Vidéke című hetilapot szerkesztette 1994-től haláláig
- Szabó Károly Ferenc (1943. augusztus 29. – 2011. január 25.) romániai magyar politikus, szenátor
- Uszkai Árpád (1945. október 6.) magyar nyelv- és irodalomtanár, helytörténész
- Károlyi S. Mihály (1950. május 1.) magyar pedagógus, író, színműíró
- Schaffer Adalbert (1815 – 1871, Düsseldorf) festő
- Sróth Ödön (1950. szeptember 18.) mérnök, költő, újságíró
- Gnandt Stefan (1952. augusztus 13.) festőművész
- Konecsny Károly József hidrológus 1953. március 19-én
- Páll Ferenc (1911–1992) román származású magyar történész, a kolozsvári Babeş-Bolyai Tudományegyetem történelem szakos tanára
- Balog Adalbert  (1973–) biológus, ökológus, egyetemi tanár
- Kovács István (1984 –) romániai magyar nemzetközi labdarúgó-játékvezető
- Hájer Gergő (1991. május 15.) gitáros/zeneszerző a budapesti Omega Diatribe zenekarban

### Itt éltek
- Bársony István (Sárkeresztes, 1855. november 15. – Budapest, 1928. március 12.) újságíró, író, négyéves korától itt élt a városban.
- Csobot Adél énekesnő, az X-Faktor egyik szereplője, később zsűrije, Istenes Bence párja.

## Testvérvárosai
- Orosháza, Magyarország (1991)
- Nyírbátor, Magyarország (2000)
- Mátészalka, Magyarország